# Бора Бора
Бора Бора (на френски: Bora Bora) е малък остров от архипелага Дружествени острови на Френска Полинезия, заобиколен от лагуна и риф. В центъра му е разположен застинал вулкан. Най-високата му точка е 727 метра, а площта му е 29 квадратни километра. По данни от преброяването през август 2007 г. жителите му са 8880 души.
Първите заселници полинезийци идват на острова през 4 век. Европейците стъпват на него през 1722 г. През 1842 г. става протекторат на Франция. По време на Втората световна война американците го превръщат в стратегическа военна база. Макар че е официално закрита на 2 юни 1946 г., много американци толкова харесват острова, че остават на него.

## История
Островът е населен от полинезийски заселници около 4 век. Предишното полинезийско име на острова е Вавау. Първото европейско наблюдение е направено от Якоб Рогевеен през 1722. Джеймс Кук наблюдава острова през 1770 и същата година стъпва на сушата. Лондонското мисионерско общество пристига през 1820 г. и през 1890 г. основава протестантска църква. През 1842, след действията на адмирал Абел Обер Дюпети, Бора Бора е протекторат на Франция. Тъй като в таитиянския език не присъства звук /б/, островът всъщност се нарича Пора Пора, но в началото посетители на острова чуват погрешно името му.

## Туризъм
Днес островът се издържа главно от туризма. През последните няколко години няколко курорти са построени по малки острови около лагуната. Преди тридесет години, Хотел Бора Бора е построил първото бунгало на кокили над водата над лагуната и днес, бунгалата над вода са стандартна характеристика на повечето курорти Бора Бора. Качеството на тези бунгала варира от сравнително евтини, до много луксозни и скъпи места за престой. Повечето от туристическите дестинации са по вода, но е възможно да посетят забележителностите на земя, като оръдия на Втората световна война. Air Tahiti има пет или шест полета на ден до Бора Бора – Летище Motu Mute от Таити (както и от други острови).
Въпреки че френският и таитянският са основните езици, говорени от жителите, хората в контакт с туристите като цяло имат някои познания по английски език. Повечето посетители на Бора Бора са американци, японци или европейци. Обществен транспорт на острова не съществува. Коли под наем и велосипеди са препоръчваният метод за транспорт. Има и малки забавни коли под наем в Vaitape. Гмуркане с шнорхел и гмуркане в и около лагуната на Бора Бора са популярни дейности. Много видове акули и скатове обитават водата.
В допълнение към съществуващите острови на Бора Бора (Motu в Taihitian), остров Motu Marfo (направен от хората) е добавен в североизточната част на лагуната върху имуществото на Св. Regis Resort.

## Галерия
- Абел Обер Дюпети Туар превзема архипелага на Таити на 9 септември 1842
- Курортът Бора Бора Пърл Бийч
- Въздушен изглед на Бора Бора
- Връх Отеману
- Френската фрегата „Флореал“, разположена в лагуната Бора-Бора
- Протестантска църква Маохи в Анау
- Машина за Кока-Кола във Вайтапе
- Бора Бора
- Бора Бора
- Връх Отеману
- Плаж Матира
- Лагуна
- Сателитно изображение на Бора Бора